# Ciało archimedesowe

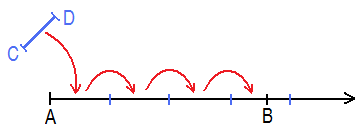
Wizualizacja warunku Archimedesa

Ciało archimedesowe – ciało uporządkowane {\displaystyle (\mathbb {K} ,+,\cdot ,0,1,<)} spełniające aksjomat Archimedesa, tzn. warunek:
{\displaystyle \forall _{a,b\in \mathbb {K} }\exists _{n\in \mathbb {N} }\ 0<a<b\Rightarrow na>b}.
Warunek Archimedesa można wyrazić także na inne równoważne sposoby, takie jak:
- {\displaystyle \forall _{a\in \mathbb {K} }\exists _{n\in \mathbb {N} }\ n>a}[1];
- {\displaystyle \lim _{n\to \infty }{\frac {1}{n}}=0}[1];
- {\displaystyle \lim _{n\to \infty }n=\infty }[1];
- Dowolny przekrój Dedekinda{\displaystyle (A,B)} zbioru uporządkowanego {\displaystyle (\mathbb {K} ,<)} spełnia warunek: {\displaystyle \forall _{n\in \mathbb {N} }\exists _{a\in A}\exists _{b\in B}\ b-a<{\frac {1}{n}}}[1];
- Zbiór ułamków ciała {\displaystyle \mathbb {K} } jest gęsty w {\displaystyle \mathbb {K} }[1].

## Przykłady ciał archimedesowych
Ciałem archimedesowym jest np. ciało liczb rzeczywistych. Co więcej – jest to największe ciało archimedesowe, tzn. każde ciało archimedesowe jest izomorficzne z pewnym podciałem ciała liczb rzeczywistych. Zatem każde rozszerzenie ciała liczb rzeczywistych musi być niearchimedesowe; istnieją jednak również niearchimedesowe ciała nie będące rozszerzeniami ciała liczb rzeczywistych.

## Przykłady ciał niearchimedesowych
Ciałem niearchimedesowym jest np. ciało liczb hiperrzeczywistych. Istnieją takie liczby hiperrzeczywiste {\displaystyle a\preccurlyeq b,} że nie istnieje taka liczba naturalna {\displaystyle n,} że {\displaystyle na\succcurlyeq b}.
Dowód niearchimedesowości ciała liczb hiperrzeczyywistych
Można poczynić najpierw obserwację, że {\displaystyle \{n\in \mathbb {N} :0<1/n\}=\mathbb {N} \in {\mathcal {U}},} co oznacza, że {\displaystyle 0^{*}\prec [(1/n)]}. Lecz ponieważ ciało liczb rzeczywistych jest archimedesowe, to {\displaystyle \forall _{r\in \mathbb {R} _{+}}\exists _{n_{0}\in \mathbb {N} }\forall _{n>n_{0}}\ 1/n<r,} skąd wynika, że {\displaystyle E:=\{n_{0}+i\}_{i=1}^{\infty }\subset \{n\in \mathbb {N} :1/n<r\}}. Zbiór {\displaystyle E} należy do ultrafiltru {\displaystyle {\mathcal {U}},} zatem {\displaystyle \{n\in \mathbb {N} :1/n<r\}\in {\mathcal {U}}}. Zatem {\displaystyle \forall _{r\in \mathbb {R} _{+}}\ 0^{*}\prec [(1/n)]\prec r^{*},} co znaczy, że ciało to nie spełnia aksjomatu Archimedesa. {\displaystyle \square }
Jednak ciało liczb hiperrzeczywistych spełnia zmodyfikowaną wersję aksjomatu Archimedesa, tzn. gdy dopuści się by wartość {\displaystyle n} przebiegała zbiór liczb hipernaturalnych {\displaystyle \mathbb {N} ^{*},} to spełniony jest warunek:
{\displaystyle \forall _{a\in \mathbb {R} ^{*}}\exists _{n\in \mathbb {N} ^{*}}\ a\prec n}.